# Апсныпресс
Государственное информационное агентство (ГИА) «Апсныпресс» (абх. Аԥсны ареспублика ахәынҭқарратә ажәабжьдырраҭара агентра «Аԥсныпресс») — информационное агентство, созданное властями непризнанной Республики Абхазия 31 января 1995 года. Деятельность «Апсныпресс» направлена на распространение информации об Абхазии, а также официальной позиции руководства Республики Абхазия. Публикует материалы на русском и абхазском языках.

## История
Государственное информационное агентство «Апсныпресс» (под первоначальным названием «Абхазпресс») было создано указом № УП-3 от 31 января 1995 года Президента Владислава Ардзинба. Первым директором агентства стал Беслан Гурджуа, которого затем сменил Руслан Хашиг, а в 2003 году агентство возглавила Манана Гургулия. Функционирование агентства в 90-х годах было сильно осложнено наличием жёсткой информационной блокады со стороны Грузии. С появлением в конце 2001 года доступа к глобальной сети Интернет работа агентства стала распространяться и на неё. Новости агентства стали размещаться не только на её официальном сайте, но и на других абхазских сайтах.
В конце 2004 года, в момент обострения в Абхазии внутриполитической борьбы и различных правительственных пертурбаций, была предпринята попытка закрыть «Апсныпресс», а его функции передать новой структуре. В частности, распоряжением премьер-министра Абхазии Нодара Хашба 24 декабря 2004 ГИА «Апсныпресс» было ликвидировано, а его функции были переданы незадолго до этого созданному Агентству печати, информации и телекоммуникации. Подобный шаг обществом Абхазии был воспринят резко отрицательно: журналисты заявляли о закрытии «Апсныпресс» как одном из вариантов давления на СМИ, в парламенте и правительстве Абхазии по инициативе спикера Нугзара Ашуба состоялись слушания по поводу ликвидации агентства, а в Сухуме была заявлена акция протеста. Однако, как объяснил 27 декабря сам Хашба, создание новой структуры не подразумевало ликвидации «Апсныпресс», после чего функционирование агентства было возобновлено.
В октябре 2014 года указом Президента Рауля Хаджимбы директором государственного информационного агентства «Апсныпресс» назначена Рената Чагава, ранее работавшая редактором партийной газеты «Единая Абхазия». В знак протеста против этого решения почти весь коллектив агентства объявил о своем уходе. На прежнем месте работы остались уборщица, главбух и системный администратор, тогда как уволился весь журналистский коллектив, в том числе и те, кто на тот момент был в отпуске. В результате, Чагава, которой пришлось самой заниматься написанием и размещением информации на официальном сайте агентства, подверглась острой критике абхазских блогеров (впрочем, критике она подвергалась и в предыдущие годы).
В 2021 году вместе с газетами «Апсны» и «Республика Абхазия» включено в состав медиахолдинга «Апснымедиа».

## Сотрудники
За первые 15 лет существования агентства в нём успели поработать известные журналисты Изида Чания (редактор «Нужной газеты»), Инал Хашиг (редактор газеты «Чегемская правда»), Надежда Венедиктова (редактор журнала «Гражданское общество»), Руслан Хашиг (директор «Абаза ТВ»), Зураб Аргун (сотрудничал также с «Интерфаксом»), Руслан Тарба (редактор газеты «Дал-Цабал»).